# Benín en los Juegos Olímpicos de París 2024
Benín estuvo representado en los Juegos Olímpicos de París 2024 por cinco deportistas, tres hombres y dos mujeres, que compitieron en tres deportes.
Los portadores de la bandera en la ceremonia de apertura fueron el judoka Valentin Houinato y la atleta Noélie Yarigo. El equipo olímpico beninés no obtuvo ninguna medalla en estos Juegos.